# Gifu (cidade)
Gifu (em português antigo: Guifu; em japonês:  岐阜市, transl. Gifu-shi) é a cidade capital da província japonesa de Gifu.
Em Janeiro de 2004 a cidade tinha uma população estimada em 411 169 habitantes e uma densidade populacional de 2 107,26 h/km². Tem uma área total de 195,12 km².
Recebeu o estatuto de cidade a 1 de Julho de 1889.
O nome Gifu foi dado à cidade pelo lorde feudal Oda Nobunaga. Na altura, foi grafado pelo missionário português seu amigo Luís Fróis como Guifu.

## Turismo & Património
- Castelo de Gifu
- Pesca com cormorão, pesca tradicional utilizando o cormorão no rio Nagara (ぎふ長良川の鵜飼, Gifu Nagaragawa no Ukai)
- Rua de Kawara-machi (“Vila da Ribeira”)

## Cidades-irmãs
- Florença, Itália
- Hangzhou, China
- Campinas, Brasil
- Blumenau, Brasil
- Cincinnati, Estados Unidos
- Thunder Bay, Canadá
- Bairro de Meidling, Viena, Áustria